# Drawu Rinchen Tsering
Drawu Rinchen Tsering aussi appelé Drawupon Rinchen Tsering, Dra'u Pon  Rinchen Tsering ou encore Ringchen Tsering (tibétain : གྲྭའུ་ཪིན་ཆེན་ཚེ་རིང, Wylie : grwa'u rin chen tshe ring ; 1930 - 27 octobre 2023) est un chef de Jyekundo, résistant et député tibétain. 

## Biographie
Né en 1930, Rinchen Tsering est le fils de Dra'u Pon Jigmé Kunga Namgyal (1907-1952) et de sa femme (1915-), descendant d'une famille dirigeante de Jyekundo
Durant l'hiver 1949 ou le printemps 1950, Drawu Rinchen Tsering est l'un des quatre chefs qui accompagne de roi de Nangchen en mission pour Xining pour amener un millier de chevaux comme impôt au gouvernement de Ma Bufang. En chemin, ils croisent des soldats chinois expliquant qu'ils fuient la région car le parti communiste chinois a pris le pouvoir. Selon Rinchen Tsering, les chefs de la mission décident de poursuivre leur chemin et de donner les chevaux aux nouveaux dirigeants, pensant qu'ils étaient comparables aux précédents.
Drawu Rinchen Tsering obtient une autonomie importante du roi de Nangchen, Tashi Tsewang Tobgyal. Son territoire comporte 18 territoires tribaux
Il témoigne des atrocités qui se déroulèrent dans le Kham où des Tibétains se soulevèrent contre les Chinois dans les années 1950.
En 1958, Drawu Rinchen Tsering est un des membres fondateurs du Chushi Gangdruk dont il est président dans le Kham.
Après une visite à Lhassa, il tente de rentrer à Jyekundo, mais apprenant la chute de Ranyak, il rebrousse chemin, rejoint par chance par son épouse et sa famille qui fuient la région. 
Il se dirige ensuite vers le Lhokha, en direction de l'Inde.
Il est l'un des dirigeants du Chushi Gangdruk à rencontrer le 14e dalaï-lama à Mussoorie après qu'il s'enfuit du Tibet pour l'Inde à la suite du soulèvement tibétain de 1959.

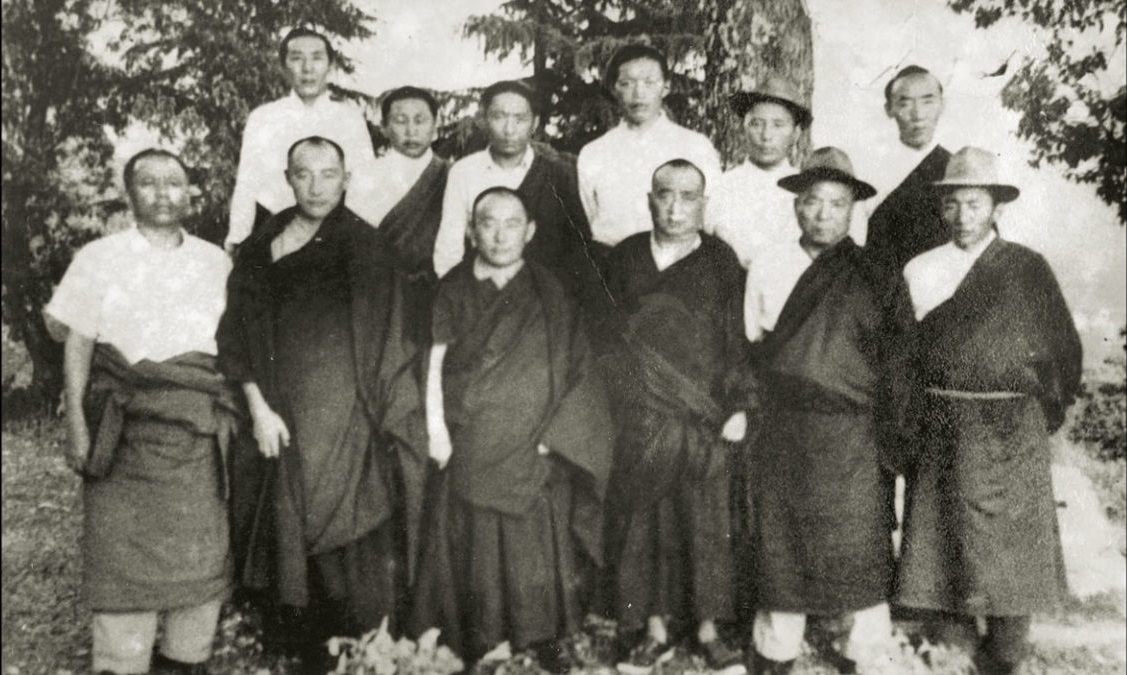
Les membres de la 1re Assemblée tibétaine. Rangée avant, de gauche à droite : Tsering Gonpo, Atro Rinpoché Karma Shenphen Choekyi Dawa, Tongkor Trulku Lobsang Jangchup, Lobsang Namgyal, Dorjee Pelsang, Tsultrim. Rangée arrière, de gauche à droite : Lobsang Nyendak, Tsewang Tamdin, Tsering Wangdue, Drawu Rinchen Tsering, Kalsang Damdul, Wangdu Dorje

Drawu Rinchen Tsering a été élu député représentant le Kham de 3 Assemblées du parlement tibétain en exil consécutives, depuis la première jusqu'à la troisième (1960-1964, 1964-1966 et 1966-1969).
Il a de nouveau été élu représentant le Kham pour la sixième Assemblée tibétaine (1976-1979). 
En 1985, il a visité le Tibet en tant que membre de la 4e mission d'enquête au Tibet.
Le 13 mai 1987, il rend visite avec son épouse, son fils aîné et sa fille à Dezhung Rinpoché à Bodnath, qui les reçoit quelques jours avant sa mort. Dezhung Rinpoché avec qui il peut s'entretenir lui rappelle les liens familiaux qu'il a avec les Dra'u Pon,. 
Le 28 juin 2008, à New York, il participe à la commémoration du cinquantenaire du Chushi Gangdruk dont il reçoit à cette occasion un prix.
Le 18 juin 2018, il visite le parlement tibétain en exil à Dharamsala et est accueilli par le porte-parole de l'assemblée,  Acharya Yeshi Phuntsok.
Il réside à New Delhi en Inde.
Il meurt le 27 octobre 2023 à l'âge de 93 ans.

## Publications
- Gadraupön Rinchen Tshering et Chamdo Drungyig Lobzang Wangdü, eds., History of Chushi gangdruk, Welfare Society of Central Dokham Chushi Gangdruk, Delhi, 2000.